# Phumitham Wechayachai
Phumitham Wechayachai (thaï : ภูมิธรรม เวชยชัย ; RTGS : Phumitham Wachoeichai), né le 5 décembre 1953 à Thonburi (actuelle Bangkok), est un homme d'État thaïlandais. Vice-Premier ministre depuis 2023, il assure par deux fois l'intérim des fonctions de Premier ministre : la première en 2024, à la suite de la décision de la Cour constitutionnelle démettant Srettha Thavisin le 14 août ; la seconde, en 2025, à la suite d'une autre décision par cette même cour suspendant Paethongtarn Shinawatra de ses fonctions le 1er juillet 2025.
Membre du Thai Rak Thai (TRT) à partir de 1998, il est nommé vice-ministre des Transports au sein du second gouvernement de Thaksin Shinawatra. Déclaré inéligible à la vie politique pour 5 ans à partir de 2007, il adhère au successeur du TRT, le Pheu Thai (PT), en 2012, dont il en deviendra secrétaire général la même année, puis chef adjoint en 2022.
Lors du retour du PT au gouvernement en 2023, il est nommé vice-Premier ministre et ministre du Commerce dans le gouvernement Thavisin. Il est ensuite ministre de la Défense, puis ministre de l'Intérieur au sein du gouvernement de Paethongtarn Shinawatra.

## Parcours politique
Le 14 août 2024, en raison d'une violation des règles d'éthique régies par la Constitution, en nommant notamment Pichit Chuenban ministre auprès de son Cabinet, qui fut condamné en 2008 à une peine d'emprisonnement, Srettha Thavisin est démis de ses fonctions par la Cour constitutionnelle,,. Il assure l'intérim en tant que premier vice-Premier ministre.